# Peter Bretschneider
Peter Bretschneider (15 czerwca 1942 w Lipsku) – wschodnioniemiecki kierowca wyścigowy.

## Kariera
W 1964 roku zdobył tytuł mistrzowski Wschodnioniemieckiej Formuły 3 w klasie drugiej (Leistungsklasse II). Rok później ścigał się w klasie pierwszej, zdobywając jeden punkt. W sezonie 1966 nie punktował ani razu. W roku 1967 ponownie uczestniczył w Leistungsklasse II. Później nie ścigał się już w tej serii.

## Wyniki we Wschodnioniemieckiej Formule 3
| Rok  | Zespół          | Samochód  | Silnik   | Wyniki w poszczególnych eliminacjach | Wyniki w poszczególnych eliminacjach | Wyniki w poszczególnych eliminacjach | Wyniki w poszczególnych eliminacjach | Wyniki w poszczególnych eliminacjach | Wyniki w poszczególnych eliminacjach | Pkt. | Msc. |
| ---- | --------------- | --------- | -------- | ------------------------------------ | ------------------------------------ | ------------------------------------ | ------------------------------------ | ------------------------------------ | ------------------------------------ | ---- | ---- |
| 1965 |                 |           |          |                                      |                                      |                                      |                                      |                                      |                                      | 1    | 14   |
| 1965 | MC Post Leipzig | Melkus 64 | Wartburg | -                                    | NU                                   | 20                                   | -                                    | -                                    | 8                                    | 1    | 14   |
| 1966 |                 |           |          |                                      |                                      |                                      |                                      |                                      |                                      | 0    | NS   |
| 1966 | MC Post Leipzig | Melkus 64 | Wartburg | -                                    | 8                                    | NZ                                   | -                                    | -                                    | 9                                    | 0    | NS   |